# Fontenay-sous-Bois
Fontenay-sous-Bois település Franciaországban, Val-de-Marne megyében. Lakosainak száma 52 646 fő (2022. január 1.). Fontenay-sous-Bois Párizs, Nogent-sur-Marne, Montreuil, Neuilly-Plaisance, Rosny-sous-Bois, Le Perreux-sur-Marne és Vincennes községekkel határos.

## Népesség
A település népessége az elmúlt években az alábbi módon változott:
| Lakosok száma | 53 124 | 53 649 | 53 968 | 52 939 | 52 256 | 52 008 | 51 386 | 51 812 | 52 646 |
|               | 2013   | 2015   | 2016   | 2017   | 2018   | 2019   | 2020   | 2021   | 2022   |